# Dimacrodon
Dimacrodon is een geslacht van uitgestorven niet-zoogdierachtige synapsiden uit de San Angeloformatie uit het late Vroeg-Perm van Texas. Het onderscheidt zich door tandeloze, mogelijk snavelvormige kaakpunten, grote onderste hoektanden en een dunne benige kam bovenop zijn kop. Eerder werd gedacht dat het een anomodontische therapside was die verwant was aan dicynodonten, maar later bleek het geen enkele diagnostische kenmerken van anomodonten of zelfs therapsiden te hebben en lijkt het in plaats daarvan een basale synapside te zijn met een onzekere classificatie.

## Naamgeving
De typesoort Dimacrodon hottoni werd in 1953 benoemd door Olson en Beerbower. De geslachtsnaam betekent 'dubbele lange tand'. De soortaanduiding eert Nicholas Hotton III.
Het holotype is FMNH UR 146, een paar onderkaken gevonden bij Pease River, Hardeman County, Texas, in een laag van de Upper San Angeloformatie.

## Beschrijving
Er zijn drie exemplaren van Dimacrodon hottoni bekend, hoewel ze slechts onvolledige delen van de onderkaak en de schedel bevatten. Het holotype-exemplaar bestaat uit een enkele gedeeltelijke onderkaak met tanden. De kaak is lang met een ongewoon brede en diepe mandibulaire symphysis, terwijl de kaaktakken slank zijn (hoewel het aanvullende materiaal van Dimacrodon sp. hieronder suggereert dat de achterkant van de kaken ook hoger was). Het is ongebruikelijk dat de voorkant van de kaak tandeloos is en een ruwe botstructuur heeft, mogelijk een snavel ondersteunend zoals bij dicynodonten, zonder pre-hoektanden. Achter het tandeloze gebied bevindt zich een enkel paar grote caniniformen, terwijl de tanden erachter veel kleiner en uniform van grootte zijn, in tegenstelling tot het typische basale synapside gebit (hoewel: zie de edaphosauride Gordodon), en thecodont zijn, in tandkassen geplaatst, zoals de tanden van therapsiden.
Een verder exemplaar toegewezen aan een Dimacrodon sp., specimen FMNH UR 147, bevat meer uitgebreid, maar nog steeds onvolledig materiaal van de achterkant van de schedel en de randen van de bovenkaak. De achterkant van de schedel is hoog en breed, met een groot slaapvenster dat ongeveer trapeziumvormig is en naar beneden en naar achteren afloopt vanaf het schedeldak. Er is een kleine, dunne pariëtale botkam in het midden van de schedel tussen de ogen en het slaapvenster. Wat bekend is van de premaxilla suggereert dat het een brede, afgeplatte plaat had die tegenover de snavelachtige onderkaak lag en ook tandeloos was. Van dit individu is ook een kaakfragment bekend, specimen FMNH (CNHM) UR 145, met daarin twee grote hoektanden, hoewel het niet bekend is of het van de onder- of bovenkaak is. Aangenomen wordt dat deze schedel het grootste bekende exemplaar van Dimacrodon is, en hij werd door Olson (1962) geschat op ongeveer vijftig centimeter lang bij restauratie.

## Classificatie
Olson en Beerbower wezen Dimacrodon voorlopig toe aan de Therapsida in 1953 (samen met andere ongebruikelijke synapsiden uit de San Angelo-formatie) vanwege de therapsideachtige tanden en de algemene gelijkenis met verschillende therapsiden. De kaakstructuur was vergelijkbaar met de dinocephalische Titanophoneus, de tandeloze snavelachtige kaakpunten vergelijkbaar met dicynodonten, en ze merkten ook algemene overeenkomsten op met Gorgonopsiden. Het kon echter niet worden toegeschreven aan een van deze groepen en daarom classificeerden ze het niet verder dan een 'waarschijnlijke therapside'. Ze suggereerden dat het een synapside vertegenwoordigde die onafhankelijk van de bekendere Russische en Zuid-Afrikaanse therapsiden het therapside 'organisatieniveau' had bereikt, wat de destijds gebruikte pre-cladistische classificatiemethode weerspiegelde. Olson gaf later een meer definitieve classificatie in 1962 toen hij het toewees aan Anomodontia, met name aan de onderorde Venyukovioidea, en richtte zijn eigen monogenerische familie op, de Dimacrodontidae.
Olson beschreef in 1962 ook een extra exemplaar dat hij toewees aan een mogelijke tweede soort als een Dimacrodon sp., gebaseerd op de mogelijke aanwezigheid van twee caniniforme tanden in de tandenrij, evenals variaties in de afstand en vorm van de postcanine tanden en het totale verschil in grootte. Dimacrodon hittoni werd gekenmerkt door slechts één onderste hoektand in elke kaak; het aantal bovenste hoektanden is echter onbekend. Twee lagere hoektanden konden Dimacrodon sp. onderscheiden van Dimacrodon hittoni, hoewel het mogelijk is dat Dimacrodon hittoni twee bovenste hoektanden had en het kaakfragment simpelweg afkomstig is van de bovenkaak van Dimacrodon hittoni. Het is dan onduidelijk of Dimacrodon sp. echt  een aparte soort vertegenwoordigt of als het gewoon een groot exemplaar van Dimacrodon hittoni is.
Dimacrodon werd ten onrechte toegewezen aan Anomodontia, voornamelijk vanwege zijn brede, tandeloze mandibulaire symphysis, die leek op de snavels van dicynodonten. Olson interpreteerde ook de diepe kaakpunten en wangtanden als lijkend op die van de Russische anomodont Venyukova, wat hem ertoe bracht ze samen te groeperen in de onderorde Venyukovioidea (hoewel venyukoviden, in tegenstelling tot Dimacrodon, voortanden hebben). Het werd ook kort beschouwd als een lid van de Dinocephalia in Tapinocephalia door Robert L. Carroll in 1988, maar dit werd nooit uitgewerkt. In 1995 onderzochten Sidor en Hopson de San Angelo-therapsiden opnieuw en meldden dat ze waarschijnlijk allemaal gebaseerd waren op basaal synapside materiaal en dat geen hunner therapsiden waren, ook niet Dimacrodon. Deze heridentificatie is sindsdien geaccepteerd en gevolgd; kenmerken van zijn schedel, zoals de gedifferentieerde tanden en grote slaapvensters, zijn echter beschreven als therapsideachtig. Sindsdien zijn er geen verdere onderzoeken naar Dimacrodon uitgevoerd en het blijft onduidelijk wat de ware fylogenetische verwantschappen zijn tussen zulke vroeg afgeleide therapsiden.

## Paleo-ecologie
In de bovenste San Angelo-formatie werd Dimacrodon gevonden naast de veel voorkomende gigantische herbivore caseïde Cotylorhynchus, samen met de captorhinide Rothianiscus en de eveneens raadselachtige synapside Tappenosaurus. De bovenste San Angelo-formatie is geïnterpreteerd als een terrestrische omgeving nabij de kust, doorsneden door talrijke kanalen en met perioden van overstromingen, waarin de botten van Dimacrodon waarschijnlijk werden afgezet. Olson en Beerbower beschouwden Dimacrodon als een carnivoor, hoewel werd opgemerkt dat de snavelachtige kaken meer leken op de herbivore dicynodonten.